# José Zárate y Rodríguez de Gaspar
José Zárate y Rodríguez de Gaspar (España, 11 de agosto de 1972) es un compositor, pianista y Doctor Europeo en Historia y Ciencias de la Música considerado por críticos, musicólogos e intérpretes como uno de los más significativos compositores de la actualidad artística española.
"Poseedor de una de las más sólidas formaciones en el panorama de la composición española actual, José Zárate es un nombre clave en la historia de la música que se escribe en el tránsito del siglo XX al XXI. Compositor, pianista y docente, Zárate es el primer Doctor Europeo en Musicología que ha recibido esta distinción en la universidad española." Marta Cureses: “Música para piano de José Zárate” ISBN 978-84-15583-43-1 Jaén, 2019

## Trayectoria profesional
Compositor, pianista y Doctor Europeo en Historia y Ciencias de la Música por la Universidad de Oviedo.
Académico de la Real Academia de Bellas Artes y Ciencias Históricas de Toledo, de la Real Academia de Cuenca de Artes y Letras, y de la Academia de las Artes y las Ciencias de la Música de España, ha sido Profesor en la Universidad Rey Juan Carlos, y colaborador de la Junta Directiva y Consejo de Dirección de la Sociedad General de Autores y Editores, Patrono de la Fundación SGAE, Presidente del Área de Sinfónicos, así como Consejero Rector del Instituto Complutense de Ciencias Musicales.
Compositor Residente de la Joven Orquesta de la Comunidad de Madrid (2002-2004), Joven Orquesta Internacional (Festival de Murcia), Joven Orquesta Internacional (Castilla-La Mancha), Orquesta Joven de Andalucía.
En su faceta como musicólogo investigador destacan sus trabajos doctorales en la Universidad de Oviedo, siendo su tesis doctoral, ("El lenguaje pianístico en los compositores del Grupo Nueva Música"/"Il linguaggio pianistico nei compositori del Grupo Nueva Música") la primera Tesis con Mención Europea defendida en España en el marco de los Programas de Doctorado Interuniversitario con Mención de Calidad, convirtiéndole en el primer Doctor con Mención Europea en Historia y Ciencias de la Música/Musicología de España.
A lo largo de su carrera ha recibido diversos encargos para diferentes formaciones orquestales, camerísticas o solistas, destacando los realizados por la Orquesta Nacional de España-Ministerio de Cultura (INAEM), Centro para la Difusión de la Música Contemporánea, Orquesta Sinfónica de la Comunidad de Madrid, Joven Orquesta de Castilla-La Mancha, Joven Orquesta de la Comunidad de Madrid (2003 y 2004), Fundación Sax Ensemble, Orquesta de Cámara Reina Sofía, Orquesta de Cámara Catalana, Orquesta de Cámara del Real Conservatorio Superior de Madrid, Cuarteto de Clarinetistas Contemporáneos de Madrid, Fundación BBK Bilbao, Orquesta Sinfónica de Ciudad Real, etc., siendo su música además obligada en Concursos de Interpretación y programada en Festivales Internacionales de Música en Europa (España, Francia, Reino Unido (Festival Int. de Edimburgo), Suiza, Italia, Alemania, Eslovaquia, Ucrania, Portugal, ....), América (EEUU, México, Chile,…) o Asia (Jordania, Japón, Rusia, …), habiéndose emitido por diversos medios de comunicación (RNE, RF, RAI, ... ). Las críticas periodísticas de las distintas interpretaciones o estrenos de sus obras han sido siempre muy positivas, considerándole como un compositor con un lenguaje expresivo de una excelente factura.
Entre los intérpretes de sus obras cabe señalar a las orquestas: Orquesta Nacional de España ONE, Orquesta Filarmónica de Siberia (Rusia), Orquesta de RTVE, Orquesta Hermitage de San Petersburgo (Rusia), Orquesta Sinfónica de Murcia, Orquesta Sinfónica de Extremadura, Orquesta Filarmónica de Gran Canaria, Orquesta Sinfónica de la Comunidad de Madrid, Orquesta Andrés Segovia, Orquesta de Cámara Reina Sofía, Orquesta Camerata de La Mancha, Orquesta Sinfónica La Mancha, Orquesta de Cámara Catalana, Orquesta Sinfónica de Ciudad Real, Orquesta Joven de Andalucía (OJA), Joven Orquesta de Castilla-La Mancha, Joven Orquesta de la Comunidad de Madrid, Orquesta de Cámara del Real Conservatorio de Madrid, Joven Orquesta de las Escuelas de Música del País Vasco, Orquestas Internacionales del Festival de Jóvenes de Murcia, entre otras.
Han cantado su música vocal diferentes coros nacionales e internacionales, destacando el Coro de Radio Televisión Española RTVE, Coro Sociedad Brahms de Madrid, Escolanía del Real Monasterio de El Escorial, o distintos coros de Francia, Reino Unido, Lituania, Ucrania o Eslovaquia, así como su música de cámara por grupos europeos y norteamericanos como Freon ensemble (Italia), Pittsburgh ensemble (USA), Brodsky Quartet, Grupo de cámara Finale (España), Dèdalo ensemble (Italia), Grupo Sax-ensemble (España), Grupo Cámara XXI (España), Grupo LIM (España), etc.
Por último, destacamos los numerosos directores de orquesta (Laszlo Heltay, Michael Thomas, Christopher Wilkins, Pedro Halffter, Adrian Leaper, Giuseppe Mancini, César Álvarez, Christoph König, Vittorio Parisi, Dorian Wilson, Miguel A. Gris, Manuel Guillén, Santiago Serrate, José Miguel Rodilla, Juan de Udaeta, Lorenzo Ramos, José Luis Temes, Manuel Villuendas, Vicent Egea, Francisco Amaya, Joan Pamies, Alexis Soriano, entre otros), e intérpretes como los pianistas Miguel Ituarte, Javier Perianes, Alberto Rosado, Manuel Escalante, Ricardo Descalzo, Daniel del Pino, Leonel Morales, Ananda Sukerlan, Emili Brugalla, Andrea Corazziari, Asako Kawamura, entre otros; los violinistas Manuel Guillén, Alejandro Bustamante y Miguel Pérez Espejo; los guitarristas Xavier Coll, Lola Rodríguez Paredes, Pablo de la Cruz, Stefano Cardi, José Luis Ruiz del Puerto y Giovanni Grano; o distintos cantantes e instrumentistas Susana Santiago (mezzosoprano), Rafael Taibo (recitador), Alfredo Arranz (viola), Juan Carlos Mestre (poeta), Jesús Mozo (acordeón), José Lozano (fagot), Juanjo Guillem (percusión), Monserrat Gascón (flauta), entre otros.
Entre sus obras más representativas encontramos la ópera Trinoceria, la obra sinfónico-dramática Ioseph ab Arimathia para actor y orquesta sinfónica, obras para orquesta sinfónica como Madreliana, Alonso de Quijada o Cuatro piezas de orquesta; obras para orquesta de cuerda como Gabon, Sanchesca o Cinco piezas breves; o música sinfónico-coral como la cantata Cántico espiritual para soprano, mezzosoprano, barítono, coro y orquesta sobre el texto poético de San Juan de la Cruz. De sus obras escritas para solista y orquesta destacan Concierto para piano y orquesta, Variaciones sinfónicas para fagot y orquesta, Concierto de San Fernando para guitarra y orquesta, o Violinesca para violín y orquesta. Entre sus obras de cámara señalamos La casa roja (basada en el texto homónimo del poeta Juan Carlos Mestre, Premio Nacional de Poesía 2009), Cuarteto de cuerda, Cahier d´Amiens o Kamarazene, así como su amplio trabajo coral a capella con obras como el tríptico Vulgata (Ego flos campi, Lamentatio quarta y Zacharias) o Dos nanas para un Niño Dios. Y entre su producción para instrumentos solistas apuntamos su música para guitarra sola (Trois bagatelles de nuit, Piccolo pezzo nero o Paseos), flauta de pico (Tres piezas), así como para violín, violonchelo, clarinete, clarinete bajo, vibráfono, viola, etc. Aunque destaca sobre todo su abundante obra para piano con obras como Pequeños nocturnos, los dos cuadernos de Castilla, Nocturnos de Barataria , Aurgitana (obra obligada en el Concurso Internacional de Piano de Jaén 2011), Trois bagatelles pour une chambre etoilée, los siete cuadernos de Il bosco di Giarianno, o la serie de doce piezas Cantos negros, entre otras.
Como docente ha trabajado en conservatorios de Alcalá de Henares (Madrid), Superior de Badajoz y Toledo, y en la Universidad Rey Juan Carlos de Madrid. Como pianista ha grabado en RNE varias de sus obras, entre ellas la integral de Il bosco di Giarianno, y ofrecido conciertos en España, Francia e Italia, interesándose de este modo como intérprete en la difusión de su obra para piano y ofreciendo su visión e interpretación de la misma. Compagina así su labor pedagógica y musicológica como profesor e investigador con la interpretativa como pianista, y con la creativa en su faceta de compositor. Su música orquestal está editada por la editorial Wise Music Group, y Zárate Ediciones.

## Distinciones
- 1996.- “Compositor joven del año” por las Juventudes Musicales de Cataluña.
- 1996.- Premio Nacional a la creación artística de San Fernando (Cádiz).
- 1996.- Premio Internacional “Tomás Luis de Victoria” de Sevilla.
- 1996.- Premio Nacional “Flora Prieto” de Madrid.
- 1996.- Premio “Fin de Carrera” del Real Conservatorio Superior de Madrid.
- 1996.- Premio Internacional “Frederic Mompou” de Barcelona.
- 1996.- Premio Nacional de Jóvenes Compositores de la SGAE.
- 1997.- Premio Internacional de Orquesta Sinfónica de la Ciudad de Murcia.
- 1997.- Premio Roma del Estado Español como compositor y musicólogo.
- 1998.- Premio Nacional de Jóvenes Compositores de la SGAE.
- 1998.- Premio Internacional “Valentino Bucchi” de Roma.
- 1999.- Premio Internacional “Luis de Narváez” de Granada.
- 1999.- Premio Internacional de Orquesta Sinfónica de la Ciudad de Murcia.
- 1999.- 2 Premios Internacionales “Chœur et Maîtrises de Cathédrales” de Amiens (Francia).
- 2000.- Premio Internacional “Camillo Togni” de Brescia (Italia).
- 2010.- la 11.ª edición del Concurso International de Piano "Compositores de España" de Madrid, estuvo dedicada a su persona, ofreciendo la oportunidad de escuchar toda su producción musical para piano por gran cantidad de pianistas de todo el mundo.

- Matrículas de Honor en Piano, Armonía y Composición en el Real Conservatorio Superior de Música de Madrid.

## Galería

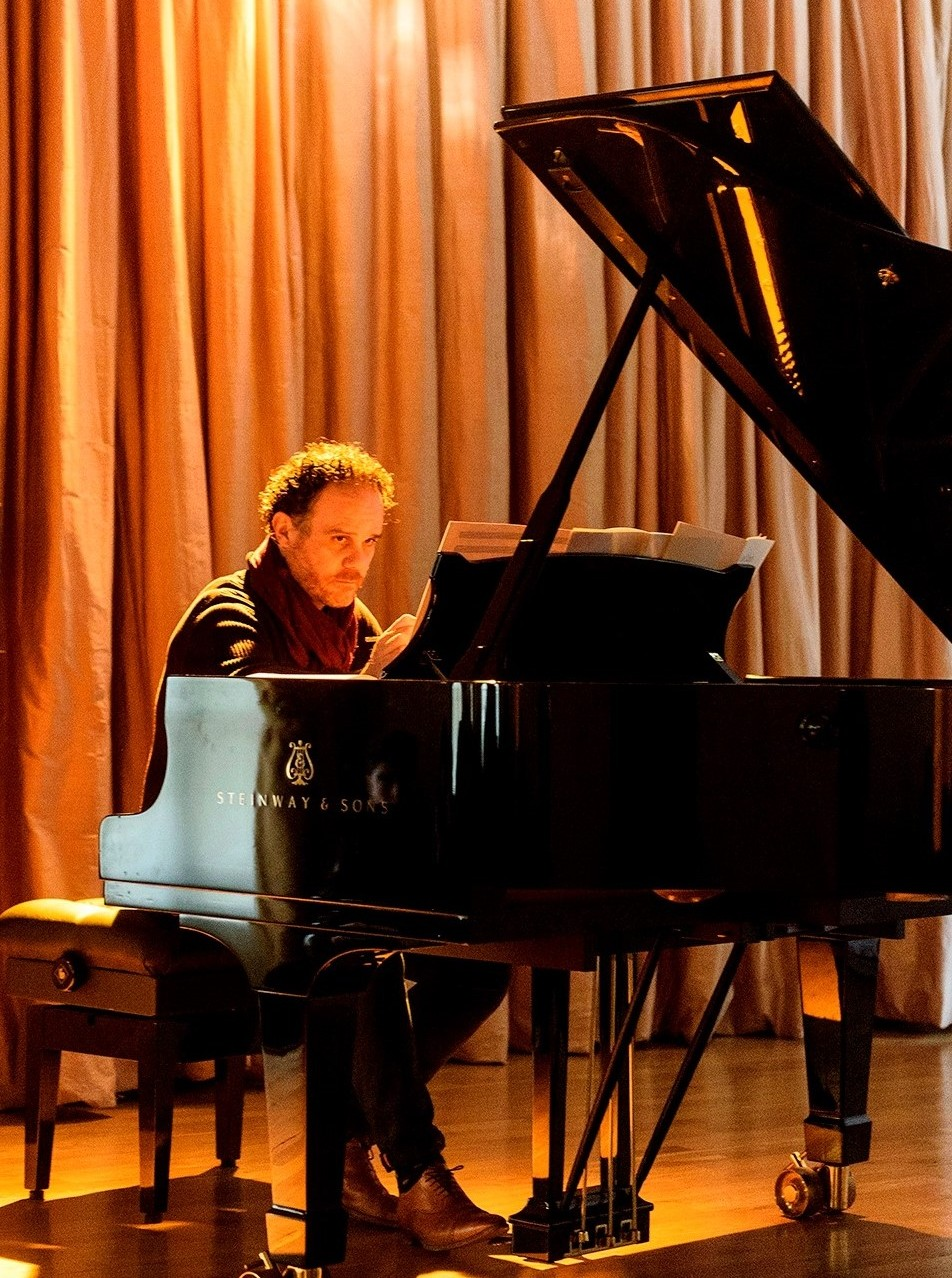
José Zárate.
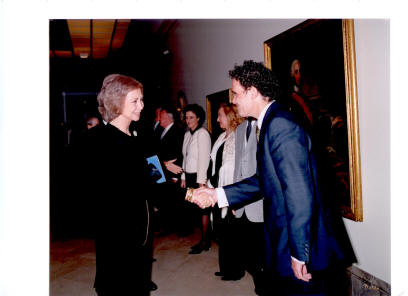
Con la Reina Sofía de España.
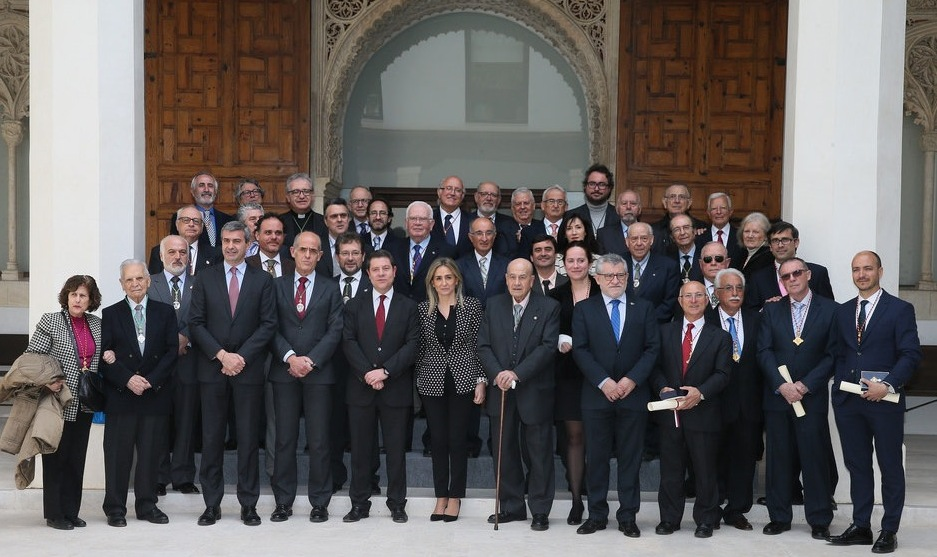
Sesión Extraordinaria de Académicos de la Real Academia de Bellas Artes y Ciencias Históricas de Toledo.
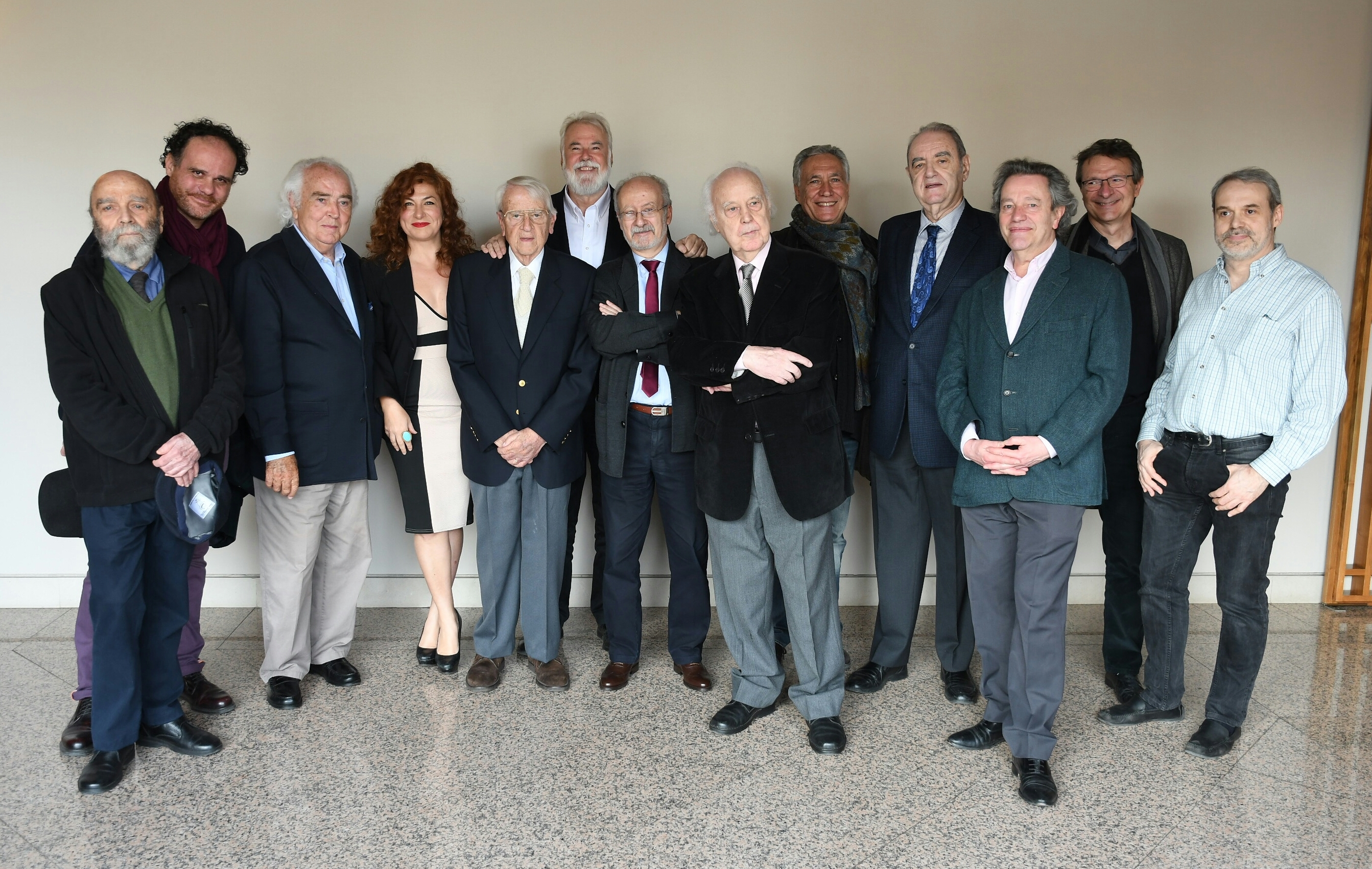
Compositores españoles (izq. a der.): de Pablo, Zárate, García Abril, Jurado, Halffter, Turina, Perera, Acilu, Marco, Aracil, Encinar, del Puerto.
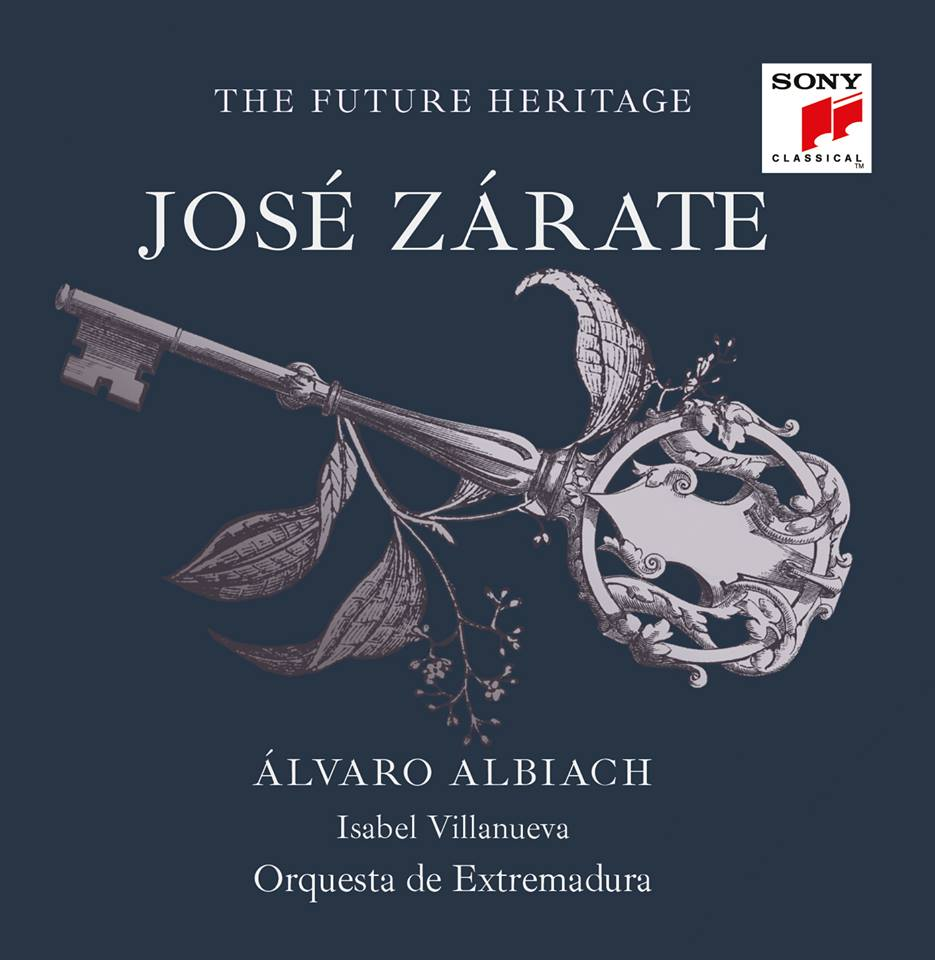
CD "The future heritage" publicado por Sony Classica.